# Campeonato de Hong Kong de Ciclismo em Estrada
Os campeonatos de Hong Kong de Ciclismo em Estrada estão organizados periodicamente desde 1999, com a participação de corredores estrangeiros.

## Pódios dos campeonatos masculinos

### Ciclismo em estrada
| Ano  | Ganhador        | Segundo               | Terceiro              |
| ---- | --------------- | --------------------- | --------------------- |
| 1999 | Wong Kam Po     | Leung Chi Hang        | Ho Siu Lun            |
| 2000 | Wong Kam Po     | Ho Siu Lun            | Wong Ngai Ching       |
| 2001 | Kan Koon Hang   | Cheng Cheuk Chun      | Chung Yuet Shan       |
| 2002 | Kan Koon Hang   | Wei Chan Wang         | Hung Chung Yam        |
| 2004 | Chiu Siu Jun    | Lam Kai Tsun          | Tam Ysun Ming         |
| 2006 | Zhang Jing Wei  | Huang Jin Bao         | Zheng Hong Ye         |
| 2007 | Wu Kin San      | Cheung King Wai       | Lam Kai Tsun          |
| 2010 | Tang Wang Yip   | Chau Dor Ming Domino  | Yeung Ying Hon Ronald |
| 2011 | Choi Ki Ho      | Yeung Ying Hon Ronald | Wong Kam Po           |
| 2012 | Kwok Ho Ting    | Cheung King Wai       | Choi Ki Ho            |
| 2013 | Cheung King Wai | Ho Burr               | Cheung King Lok       |
| 2014 | Cheung King Lok | Yeung Ying Hon Ronald | Cheung King Wai       |
| 2015 | Ko Siu Wai      | Leung Chun Wing       | Ho Burr               |
| 2016 | Cheung King Lok | Mow Ching Ying        | Ho Burr               |
| 2017 | Leung Chun Wing | Ko Siu Wai            | Ho Burr               |
| 2018 | Ko Siu Wai      | Lau Wan Yau Vincent   | Ho Burr               |
| 2019 | Cheung King Lok | Fung Ka Hoo           | Leung Ka Yu           |

### Contrarrelógio
| Ano  | Ganhador          | Segundo         | Terceiro              |
| ---- | ----------------- | --------------- | --------------------- |
| 1999 | Wong Kam Po       | Wong Kin Chung  | Ip Kwan Longo         |
| 2000 | Tsoi Chun Ming    | Chung Uet Shan  | Chiu Siu Jun          |
| 2001 | Ho Siu Lun        | Leung chi Yin   | Chung Yuet Shan       |
| 2002 | Chiu Siu Jun Chiu | Chung Yuet Shan | Wei Chan Wang         |
| 2007 | Tang Wang Yip     | Chan Chun Hing  | Cheung King Wai       |
| 2013 | Choi Ki Ho        | Cheung King Lok | Kwok Ho Ting          |
| 2014 | Cheung King Lok   | Cheung King Wai | Yeung Ying Hon Ronald |
| 2015 | Cheung King Lok   | Leung Chun Wing | Ho Burr               |
| 2016 | Cheung King Lok   | Fung Ka Hoo     | Mow Ching Ying        |
| 2017 | Fung Ka Hoo       | Leung Chun Wing | Mow Ching Ying        |
| 2018 | Ho Burr           | Ko Siu Wai      | Lau Wan Yau Vincent   |
| 2019 | Fung Ka Hoo       | Leung Chun Wing | Leung Ka Yu           |

### Ciclismo em estrada esperanças
| Ano  | Ganhador        | Segundo        | Terceiro    |
| ---- | --------------- | -------------- | ----------- |
| 2015 | Leung Chun Wing | Mow Ching Ying | Wu Lok Chun |
| 2016 | Mow Ching Ying  | Law Kwun Wa    | Chiu Ho San |

### Contrarrelógio Esperanças
| Ano  | Ganhador        | Segundo        | Terceiro                   |
| ---- | --------------- | -------------- | -------------------------- |
| 2015 | Leung Chun Wing | Wu Lok Chun    | Mow Ching Ying             |
| 2016 | Fung Ka Hoo     | Mow Ching Ying | Maximilian Gil Mitchelmore |
| 2017 | Fung Ka Hoo     | Mow Ching Ying | Leung Ka Yu                |

## Pódios dos campeonatos femininos

### Ciclismo em estrada
| Ano  | Vencedor        | Segundo                  | Terceiro       |
| ---- | --------------- | ------------------------ | -------------- |
| 1999 | Alexandra Yeung |                          |                |
| 2000 | Alexandra Yeung |                          |                |
| 2010 | Sau Yee Ho      | Pui Sze Lee              |                |
| 2011 | Jamie Wong      | Leung Bo Yee             | Meng Zhaojuan  |
| 2012 | Jamie Wong      | Leung Bo Yee             | Sau Yee Ho     |
| 2013 | Jamie Wong      | Yang Qianyu              | Meng Zhaojuan  |
| 2014 | Meng Zhaojuan   | Yang Qianyu              | Leung Bo Yee   |
| 2015 | Meng Zhaojuan   | Yang Qianyu              | Pang Yao       |
| 2016 | Meng Zhaojuan   | Yang Qianyu              | Leung Bo Yee   |
| 2017 | Yang Qianyu     | Pang Yao                 | Leung Wing Yee |
| 2018 | Pang Yao        | Yang Qianyu              | Kit Yee Leung  |
| 2019 | Yang Qianyu     | Pang Yao                 | Leung Wing Yee |
| 2020 |                 |                          |                |
| 2021 |                 |                          |                |
| 2022 | Lam Kong        | Hiu Tung Tsang           | Kit Yee Leung  |
| 2023 |                 |                          |                |
| 2024 | Sze Wing Lee    | Li Tong Guardiola Cheung | Leung Wing Yee |

### Contrarrelógio
| Ano  | Vencedor        | Segundo       | Terceiro       |
| ---- | --------------- | ------------- | -------------- |
| 1999 | Alexandra Yeung |               |                |
| 2007 | Jamie Wong      | Leung Bo Yee  | Oi Man Lau     |
| 2013 | Jamie Wong      | Leung Bo Yee  | Yang Qianyu    |
| 2014 | Jamie Wong      | Pang Yao      | Yang Qianyu    |
| 2015 | Pang Yao        | Yang Qianyu   | Leung Bo Yee   |
| 2016 | Yang Qianyu     | Leung Bo Yee  | Leung Wing Yee |
| 2017 | Pang Yao        | Leung Bo Yee  | Wing Yee Fung  |
| 2018 | Yang Qianyu     | Pang Yao      | Wing Yee Fung  |
| 2019 | Leung Wing Yee  | Yang Qianyu   | Pang Yao       |
| 2020 |                 |               |                |
| 2021 |                 |               |                |
| 2022 | Lam Kong        | Kit Yee Leung | Yin Yu Ma      |
| 2023 |                 |               |                |
| 2024 | Leung Wing Yee  | Sze Wing Lee  | Leung Bo Yee   |